# Big Sur Folk Festival
Das Big Sur Folk Festival fand von 1964 bis 1971 jährlich in Kalifornien, USA, statt.

## Geschichte
Nancy Jane Carlen (1941–2013) arbeitete am Esalen-Institut, als Joan Baez gebeten wurde, Workshops zum Thema Musik zu leiten. Carlen war mit Baez befreundet, und sie beschlossen, andere Künstler einzuladen, woraus schließlich das erste Big Sur Folk Festival im Jahr 1964 entstand.
Joan Baez trat bei allen acht Veranstaltungen bis 1971 auf. Des Weiteren traten im Lauf der Zeit unter anderem auf: Joni Mitchell, Judy Collins, The Beach Boys, Crosby, Stills, Nash & Young, Country Joe McDonald, John Sebastian, Kris Kristofferson, Arlo Guthrie, Blood, Sweat & Tears, Taj Mahal und Dorothy Morrison mit dem Edwin Hawkins Singers. Alle Künstler erhielten gewerkschaftlich festgelegte Entlohnung, nie mehr 50 US-Dollar pro Person. Das Publikum zahlte je nach Jahr 3,50 bis 5,50 US-Dollar Eintritt. Als Sicherheitspersonal wurden Mitarbeiter des „Baez Institute for the Study of Nonviolence“ eingesetzt; diesem Institut wurde auch ein Teil der Einnahmen zur Verfügung gestellt.
Das Festival wurde mit einer Ausnahme vor dem Pool des Esalen-Instituts an der Küste von Big Sur abgehalten, mit dem Pazifik im Hintergrund; das vorletzte der Festivals im Jahr 1970 fand auf den Monterey County Fairgrounds statt. Carlen beschränkte die Werbung absichtlich auf ein Minimum, um die Menschenmassen klein zu halten.
Beim Festival im September 1969 wurde der Dokumentarfilm Celebration at Big Sur gedreht. Auf diesem Festival waren viele Musiker zu sehen, die nur vier Wochen zuvor vom 15. bis 18. August in Woodstock gespielt hatten. Ungefähr 10.000 bis 15.000 Menschen zelteten für das zweitägige Festival fünf Kilometer entlang des Highway One.

## Festivalprogramme
Die folgenden Musiker und Bands traten von 1964 bis 1971 auf:

### Erstes Big Sur Folk Festival
Sonntag, 21. Juni 1964
- Joan Baez
- Roger Abraham
- Nancy Carlen
- Malvina Reynolds
- Mark Spoelstra
- Janet Smith
- Mimi & Richard Fariña

### Zweites Big Sur Folk Festival
13. und 14. September 1965
- Joan Baez
- The Incredible String Band
- John Sebastian
- Delanie and Bonnie
- Dorothy Morrison and the Comb Sisters

### Drittes Big Sur Folk Festival
Sonntag, 10. Juli 1966
- Joan Baez
- Judy Collins
- Mark Spoelstra
- Malvina Reynolds
- Nancy Carlen
- Al Kooper
- Mimi Fariña

### Viertes Big Sur Folk Festival
28. und 29. Juni 1967
- Joan Baez
- Judy Collins
- Mark Spoelstra
- Jade the Mad Muse (?)
- Chambers Brothers
- Mimi Fariña
- Al Kooper

### Fünftes Big Sur Folk Festival
8. und 9. September 1968
- Joan Baez
- Judy Collins
- Mimi Fariña
- Arlo Guthrie
- Charles River Valley Boys

### Sechstes Big Sur Folk Festival
14. und 15. September 1969
- Joan Baez
- Joni Mitchell
- Crosby, Stills, Nash & Young
- John Sebastian
- Johanna Demetrakas
- Dorothy Morrison & the Edwin Hawkins Singers
- Mimi Fariña
- Julie Payne
- Ruthann Friedman
- Carol Ann Cisneros
- The Comb Sisters
- Chris Ethridge
- Flying Burrito Brothers
- Struggle Mountain Resistance Band

### Siebtes Big Sur Folk Festival
Samstag, 3. Oktober 1970, Monterey County Fairgrounds
Nachmittags ab 13 Uhr:
- Beach Boys
- John Phillips
- Joan Baez
- Merry Clayton and Love Ltd.
- Kris Kristofferson
- John Hartford

Abends ab 20 Uhr: 
- Beach Boys
- John Phillips
- Linda Ronstadt, with Swamp Water
- Mimi Fariña & Tom Jans
- Mark Spoelstra
- Country Joe McDonald
- Tom Ghent
- Joan Baez
- Taj Mahal

Finale: Gemeinsam sangen alle Mitwirkenden You Ain’t Going Nowhere.

### Achtes (und letztes) Big Sur Folk Festival
Samstag, 25. September 1971
- Joan Baez
- Kris Kristofferson
- Mimi Fariña and Tom Jans
- Mickey Newbury
- Big Sur Choir
- Lily Tomlin & Larry Hankin
- Taj Mahal
- Blood, Sweat and Tears

## Veröffentlichungen (Auswahl)
- Celebration at Big Sur, Dokumentarfilm vom Big Sur Folk Festival 1969, veröffentlicht 1971[1][2][4]
- Celebration Recorded Live Big Sur Folk Festival Monterey, California 1970, Album vom Big Sur Folk Festival 1970[2]
- Big Sur Festival – One Hand Clapping, Album vom Big Sur Folk Festival 1971[2]
- Live at the Big Sur Folk Festival, Kris Kristofferson 2016[2]